# Adrienne Thomas
Adrienne Thomas (nom de plume de Hertha Strauch ; 24 juin 1897 à Saint-Avold - 7 novembre 1980 à Vienne) est une femme de lettres allemande,. Elle a publié notamment Die Katrin wird Soldat en 1930. Le prix « Adrienne Thomas » a été créé en son honneur.

## Biographie

### Jeunesse lorraine
Issue de la bourgeoisie juive allemande, aisée et cultivée, Hertha Pauline Strauch naît le 24 juin 1897 à Saint-Avold, alors commune allemande d'Alsace-Lorraine. Ses parents, d’origine berlinoise, possèdent un commerce dans la cité naborienne, Homburger Strasse, où Hertha passe ses premières années. En 1904, elle suit ses parents à Metz, où ils ouvrent un nouveau commerce. À partir de 1910, Hertha fait ses études secondaires à la Höhere Mädchenschule, la toute nouvelle École supérieure de jeunes filles de Metz inaugurée par le couple impérial et leur fille la princesse Victoria-Louise de Prusse. Hertha tient alors un journal intime, où elle pointe l'absurdité du communautarisme à l'œuvre dans la société wilhelmienne, en ce début de XXe siècle, où la bourgeoisie juive, pourtant bien intégrée, se sent rejetée par l'aristocratie prussienne.

### Première Guerre mondiale
Connaissant une jeunesse insouciante, facilitée par l'aisance de ses parents, Hertha espère continuer ses études de chant et de théâtre à Metz, mais la Première Guerre mondiale interrompt brutalement ses projets. Dès août 1914, à l'âge de seize ans, n'écoutant que sa générosité et son amour de la patrie, Hertha Strauch s'engage comme volontaire de la Croix-Rouge. Cet engagement lui permet d'observer, dans la vaste gare de Metz, le va-et-vient incessant des trains, où s'entassent soldats allemands, blessés ou mourants, et prisonniers français. Son récit constitue le témoignage unique d'une femme sur la barbarie de la guerre 14-18, et l'ineptie des propagandes nationalistes. Fuyant les bombardements français, la famille Strauch quitte Metz en 1916, pour s'installer à Berlin.

### Entre-deux-guerres
Le 29 octobre 1921, Hertha Strauch épouse Arthur Lesser, un dentiste de Berlin. Elle connaît alors un bonheur tranquille, qui s'achèvera par le décès de son mari, dix ans plus tard. À 34 ans, Hertha se remet alors à l'écriture. Elle reste profondément marquée par son expérience messine, qu'elle raconte sous forme de fiction, en 1930, dans Die Katrin wird Soldat, ouvrage traduit en français sous le titre Catherine soldat. Si la romancière essuie plusieurs refus d'éditeurs en Allemagne, Jean de Pange, qu'elle rencontre à Metz en 1932, lui reconnait un véritable talent. Ce livre, écrit avec une sensibilité toute féminine, contraste avec la vision rigide des historiens « nationalistes » de l'époque. Sa parution en France, en 1933, est alors préfacée par Jean Giraudoux. Succès d'édition, l'ouvrage est traduit en seize langues.
Avec l'avènement des nazis en 1933, les persécutions visant les écrivains juifs, marxistes ou pacifistes s'organisent. Les intellectuels juifs sont bientôt déclarés « non allemands » et sont interdits. Le 10 mai 1933, Die Katrin wird Soldat figure sur la liste noire du parti national-socialiste, où l'on compte quatre-vingts autres auteurs. L'ouvrage interdit est ainsi brûlé au cours d'un autodafé. Catherine soldat était sans doute l'un des livres les plus « non-conformistes » des années trente, avec celui d'Erich Maria Remarque À l'Ouest, rien de nouveau.
Alarmée par l'antisémitisme d'État du Troisième Reich, Hertha Strauch émigre en France en 1933, puis l'année suivante en Suisse, où elle termine un second roman, Dreiviertel Neugier. La même année, elle s'installe en Autriche, mais l'Anschluss de 1938 l'oblige à reprendre son errance à travers l'Europe. Hertha regagne alors Paris, où elle est arrêtée et internée par la police française au Camp de Gurs en 1939, sa citoyenneté allemande la rendant suspecte.

### Seconde Guerre mondiale
Comme Hannah Arendt ou sa compatriote messine Lou Albert-Lasard, Hertha est internée au camp de Gurs dans les Pyrénées, en mai 1940. Cette expérience douloureuse lui permet de découvrir la solidarité carcérale, notamment avec les Républicains espagnols, incarcérés eux aussi par la France. Elle parvient, en décembre 1940, à s'enfuir aux États-Unis, avec l'aide de l’Emergency Rescue Committee. En 1941, Hertha Strauch épouse Julius Deutsch, un socialiste autrichien, vétéran de la guerre civile espagnole, fondateur de la ligue de défense sociale-démocrate et meneur du soulèvement de Vienne en 1934. Hertha racontera plus tard, toujours sous une forme romancée, une partie de son expérience d'exilée, dans Reisen Sie ab, Mademoiselle! (1944), Une fenêtre sur East River (1945), et enfin dans Da und Dort (1950).

### Après-guerre
Le couple retourne en Autriche en 1947. Hertha en profite pour revoir Metz et la vallée de la Moselle, sa « Heimat », qu'elle décrit avec une nostalgie teintée d'amertume. Après s'être installée définitivement en Autriche, Hertha continue d'écrire et de publier. Elle meurt le 7 novembre 1980, à Vienne, laissant plusieurs ouvrages inachevés.

## Postérité
Autrice de nombreux autres ouvrages, Hertha Strauch est une figure importante de l'humanisme et du pacifisme en Europe, dans le sillage littéraire de Romain Rolland ou de Roger Martin du Gard. Si sa mémoire est honorée en Autriche depuis son décès, « Adrienne Thomas » a souffert d'un certain désamour en Lorraine et en France. À l'image des Français revanchards de 1918, la population francophone est restée fermée à tout ce qui pouvait rappeler la germanisation de la Lorraine de 1871 à 1918. Sa mémoire en France s'est ainsi perdue,.
En février 2004, « Adrienne Thomas » est enfin réhabilitée par sa ville natale, grâce à la création d'un prix attribué par la municipalité de Saint-Avold à de jeunes historiens méritants, travaillant sur Saint-Avold et délivré à l'occasion des Journées européennes du patrimoine. Adrienne Thomas est représentative de cette génération d'Allemands, profondément imprégnée par les deux cultures, germanique et romane, et qui restera, en dépit des événements, attachée à la Lorraine.
Hommage in situ, l'un des passages traversant la gare de Metz a par ailleurs été baptisé « Adrienne-Thomas » en son honneur, en 2012.

## Prix «Adrienne Thomas»
Le prix « Adrienne Thomas » a été créé par la ville de Saint-Avold en l'honneur de la romancière. Il est décerné chaque année à de jeunes historiens.

## Œuvres
- Die Katrin wird Soldat (Berlin 1930) et 15 traductions.
- Trois quarts de curiosité (Amsterdam 1934)
- Catherine ! le monde est en flammes(Amsterdam 1936 et éditions Albin Michel 1937)
- Viktoria, une histoire de jeunes 1937
- Andrea ?
- De Johanna à Jeanne ?
- Reisen Sie ab, Mademoiselle! (1944) et traduction en 1947
- Une fenêtre sur East River (Amsterdam 1945)
- Da und Dort (Vienne 1950)
- Livre pour la jeunesse (Heidelberg 1953)
- Place Saint Marc à quatre heures 1955
- Andrea et Viktoria (Vienne 1965)
- Un chien s'est perdu (Vienne 1973)
- Autour de mon carnet d'adresses (Inachevé)
- Hymnes 74 (Non édité)
- et un nombre considérable d'articles, d'interviews, de discours dans les colloques internationaux et les publications universitaires.